# Labalina
Labalina es un género de foraminífero bentónico de la subfamilia Hauerininae, de la familia Hauerinidae, de la superfamilia Milioloidea, del suborden Miliolina y del orden Miliolida. Su especie tipo es Paleomiliolina costata. Su rango cronoestratigráfico abarcaba desde el Aaleniense superior hasta el Calloviense (Jurásico medio).

## Discusión
Clasificaciones más recientes han incluido Labalina en la subfamilia Labalinininae de la familia Quinqueloculinidae.

## Clasificación
Labalina incluye a las siguientes especies:
- Labalina callowiana †
- Labalina costata †
- Labalina kanevi †
- Labalina microcostata †
- Labalina milioliniformis †